# Atbara
Atbara hay Atbarah (tiếng Ả Rập: عطبرة) là một thành phố nằm ở bang Sông Nin, phía đông bắc Sudan.
Do có liên quan mạnh mẽ với ngành đường sắt, Atbara còn được gọi là "Thành phố đường sắt".

## Lịch sử
Nơi hợp lưu của sông Nile và phụ lưu phía bắc của nó, sông Atbarah (Bahr-el-Aswad, hay sông Đen) là một địa điểm chiến lược cho các hoạt động quân sự. Trong trận Atbara diễn ra vào ngày 8 tháng 4 năm 1898 gần Nakheila, trên bờ bắc của con sông, quân đội Anh-Ai Cập của Lord Kitchener đã đánh bại lực lượng Mahdi do Amir Mahmud Ahmad chỉ huy. Vị trí được củng cố của Kitchener đã dẫn đến chiến thắng quyết định trong trận Omdurman vào ngày 2 tháng 9 năm 1898, khiến người Anh kiểm soát toàn bộ Sudan.
Thành phố từng là trung tâm của ngành công nghiệp đường sắt Sudan. Hiện nay hoạt động giao thông đường sắt đã giảm đi nhiều. Công đoàn đầu tiên ở Sudan được thành lập vào năm 1946 bởi các công nhân đường sắt ở Atbara.
Atbara cũng là điểm khởi đầu cho các cuộc vận động chống lại chính quyền vào tháng 12 năm 2018.

## Địa lý
Atbara nằm tại nơi hợp lưu của sông Nile và sông Atbarah.

### Khí hậu
Atbara có khí hậu sa mạc nóng (phân loại khí hậu Köppen BWh). Nhiệt độ trung bình hàng năm là trên 30 °C (86 °F) và mức cao trung bình vượt quá 40 °C (104 °F) trong suốt 7 tháng trong năm. Lượng mưa trung bình hàng năm là 60 mm.
| Dữ liệu khí hậu của Atbara (1961–1990)   | Dữ liệu khí hậu của Atbara (1961–1990) | Dữ liệu khí hậu của Atbara (1961–1990) | Dữ liệu khí hậu của Atbara (1961–1990) | Dữ liệu khí hậu của Atbara (1961–1990) | Dữ liệu khí hậu của Atbara (1961–1990) | Dữ liệu khí hậu của Atbara (1961–1990) | Dữ liệu khí hậu của Atbara (1961–1990) | Dữ liệu khí hậu của Atbara (1961–1990) | Dữ liệu khí hậu của Atbara (1961–1990) | Dữ liệu khí hậu của Atbara (1961–1990) | Dữ liệu khí hậu của Atbara (1961–1990) | Dữ liệu khí hậu của Atbara (1961–1990) | Dữ liệu khí hậu của Atbara (1961–1990) |
| Tháng                                    | 1                                      | 2                                      | 3                                      | 4                                      | 5                                      | 6                                      | 7                                      | 8                                      | 9                                      | 10                                     | 11                                     | 12                                     | Năm                                    |
| ---------------------------------------- | -------------------------------------- | -------------------------------------- | -------------------------------------- | -------------------------------------- | -------------------------------------- | -------------------------------------- | -------------------------------------- | -------------------------------------- | -------------------------------------- | -------------------------------------- | -------------------------------------- | -------------------------------------- | -------------------------------------- |
| Cao kỉ lục °C (°F)                       | 41.0 (105.8)                           | 42.0 (107.6)                           | 45.7 (114.3)                           | 47.1 (116.8)                           | 47.5 (117.5)                           | 47.7 (117.9)                           | 47.0 (116.6)                           | 47.0 (116.6)                           | 46.0 (114.8)                           | 44.5 (112.1)                           | 40.7 (105.3)                           | 39.2 (102.6)                           | 47.7 (117.9)                           |
| Trung bình ngày tối đa °C (°F)           | 29.7 (85.5)                            | 31.9 (89.4)                            | 35.8 (96.4)                            | 39.4 (102.9)                           | 42.1 (107.8)                           | 42.8 (109.0)                           | 40.7 (105.3)                           | 40.1 (104.2)                           | 41.2 (106.2)                           | 39.3 (102.7)                           | 34.6 (94.3)                            | 30.8 (87.4)                            | 37.4 (99.3)                            |
| Trung bình ngày °C (°F)                  | 22.1 (71.8)                            | 23.7 (74.7)                            | 27.5 (81.5)                            | 30.9 (87.6)                            | 34.1 (93.4)                            | 35.5 (95.9)                            | 34.0 (93.2)                            | 33.5 (92.3)                            | 34.3 (93.7)                            | 32.1 (89.8)                            | 27.4 (81.3)                            | 23.5 (74.3)                            | 29.9 (85.8)                            |
| Tối thiểu trung bình ngày °C (°F)        | 14.4 (57.9)                            | 15.4 (59.7)                            | 19.1 (66.4)                            | 22.3 (72.1)                            | 26.1 (79.0)                            | 28.2 (82.8)                            | 27.3 (81.1)                            | 26.9 (80.4)                            | 27.3 (81.1)                            | 25.0 (77.0)                            | 20.2 (68.4)                            | 16.1 (61.0)                            | 22.4 (72.3)                            |
| Thấp kỉ lục °C (°F)                      | 6.0 (42.8)                             | 5.5 (41.9)                             | 10.0 (50.0)                            | 14.1 (57.4)                            | 18.8 (65.8)                            | 21.0 (69.8)                            | 19.0 (66.2)                            | 19.5 (67.1)                            | 20.0 (68.0)                            | 16.4 (61.5)                            | 13.0 (55.4)                            | 6.5 (43.7)                             | 5.5 (41.9)                             |
| Lượng Giáng thủy trung bình mm (inches)  | 0.0 (0.0)                              | 0.0 (0.0)                              | 0.0 (0.0)                              | 0.4 (0.02)                             | 3.5 (0.14)                             | 1.5 (0.06)                             | 19.1 (0.75)                            | 26.8 (1.06)                            | 6.7 (0.26)                             | 1.9 (0.07)                             | 0.0 (0.0)                              | 0.0 (0.0)                              | 59.9 (2.36)                            |
| Số ngày giáng thủy trung bình (≥ 0.1 mm) | 0.0                                    | 0.0                                    | 0.0                                    | 0.2                                    | 0.7                                    | 0.4                                    | 1.7                                    | 2.8                                    | 1.2                                    | 0.3                                    | 0.0                                    | 0.0                                    | 7.3                                    |
| Độ ẩm tương đối trung bình (%)           | 36                                     | 28                                     | 22                                     | 20                                     | 20                                     | 22                                     | 32                                     | 36                                     | 30                                     | 29                                     | 35                                     | 38                                     | 29                                     |
| Số giờ nắng trung bình tháng             | 300.7                                  | 282.8                                  | 319.3                                  | 324.0                                  | 319.3                                  | 267.0                                  | 269.7                                  | 266.6                                  | 276.0                                  | 313.1                                  | 312.0                                  | 294.5                                  | 3.545                                  |
| Phần trăm nắng có thể                    | 89                                     | 91                                     | 86                                     | 86                                     | 80                                     | 67                                     | 68                                     | 71                                     | 75                                     | 84                                     | 91                                     | 84                                     | 81                                     |
| Nguồn 1: NOAA                            |                                        |                                        |                                        |                                        |                                        |                                        |                                        |                                        |                                        |                                        |                                        |                                        |                                        |
| Nguồn 2: Meteo Climat                    |                                        |                                        |                                        |                                        |                                        |                                        |                                        |                                        |                                        |                                        |                                        |                                        |                                        |

## Kinh tế
Atbara là một ngã ba đường sắt quan trọng, và hầu hết việc làm ở thành phố này đều liên quan đến các tuyến đường sắt. Trụ sở chính của Công ty Đường sắt Quốc gia Sudan được đặt tại Atbara.
Thành phố cũng là nơi có một trong những nhà máy xi măng lớn nhất của Sudan, Tập đoàn Xi măng Atbara.

## Nhân khẩu
| Năm             | Dân số  |
| --------------- | ------- |
| 1956            | 36.300  |
| 1973            | 66.116  |
| 1983            | 73.009  |
| 1993            | 87.878  |
| 2007 (ước tính) | 111.399 |